# Amos Rapoport
Amos Rapoport (Varsovia, 28 de marzo de 1929)  es arquitecto, profesor y uno de los fundadores de Estudios del Comportamiento Ambiental (EBS). Es reconocido por ser el primero en estudiar el tema de arquitectura vernácula desde el punto de vista del diseño ambiental. Su trabajo se ha centrado principalmente en el papel de las variables culturales, estudios transculturales, desarrollo y síntesis teóricos.

## Su vida
Amos Rapoport  nació el 28 de marzo de 1929, en Varsovia, Polonia. En 1939, después de la Segunda Guerra Mundial, él y sus padres salieron de su lugar de origen. En junio de 1941 llegaron a Shanghái, China donde quedaron atrapados por la Guerra del Pacífico (1937-1945). Durante ese periodo de tiempo tuvo la oportunidad de asistir a la Escuela Judía de Shanghái. En 1945 después de la guerra emigraron a Melbourne, Australia donde su familia se estableció y él pudo comenzar sus estudios. 
Ha viajado mucho por considerarlo además de un pasatiempo un elemento central de su visión académica y profesional. Le gusta la lectura, el conocimiento, la escritura. Hace caminata y disfruta de la buena comida y el vino. Desde 1963 vive Estados Unidos; sin embargo, siempre se considera australiano. En 1967 se casó con su esposa Dorothy Rapoport,  quién es psicóloga y trabajadora social. Tienen un hijo Micah Rapoport.

## Trayectoria
En 1955 se graduó como Arquitecto en la Universidad de Melbourne. En 1957 como Maestro en A de Rice University. Al cual asistió apoyado por una Beca Fulbright, y una Ayudantía / Beca de Posgrado. En 1966  obtuvo un Diploma de Posgrado en Planificación Urbana y Regional de la Universidad de Melbourne. Es arquitecto registrado en Victoria y Nueva Gales del Sur, Australia, miembro del Real Instituto Australiano de Arquitectos, y asociado del Real Instituto de Arquitectos británico.
Ha sido profesor en la Universidad de Melbourne 1962, la Universidad de California en Berkeley 1963–1967, el University College London 1967–1969 y la Universidad de Sídney (1969-1972). Desde 1972 ha estado en la Universidad de Wisconsin en Milwaukee, primero conjuntamente en Arquitectura y Antropología y posteriormente (desde 1979),  como Profesor Distinguido de Arquitectura en la Escuela de Arquitectura y Planificación Urbana. Es uno de los fundadores de Environment-Behaviour Studies,  es autor de más de 200 artículos en revistas y colecciones editadas traducidos en varios idiomas,incluyendo francés, español, griego, chino, coreano y japonés. También he sido editor en jefe, editor asociado de una revista internacional; prestando servicios en muchos consejos editoriales.  Los libros de Amos Rapoport incluyen House Form and Culture (1969), The Mutual interaction of people and their built environment (1976), Human Aspects of Urban Form (1977), The Meaning of the Built Environment (1982, edición revisada 1990) e History and Precedent in Environmental Design 1990 y Culture, Architecture, and Design (2003). También ha editado o coeditado varias colecciones, entre ellas Environment and Culture (1980) y Human and Energy Factors in Urban Planning (1982). Amos Rapoport ha dado conferencias en numerosas ciudades y países de todo el mundo siendo también profesor visitante o becario.

## Vivienda y Cultura (1969)
Publicado por primera vez en 1969 con el título en inglés «House, Form and Culture» Amos Rapoport fue más allá de la documentación de las culturas tradicionales de construcción. En este libro el autor hace un estudio analítico de distintos asentamientos primitivos  y vernáculos; proponiendo una estructura conceptual para considerar la gran variedad de tipos y formas de viviendas y las fuerzas que la afectan.  De este modo la hipótesis de su libro plantea que los factores sociales y culturales tienen más influencia en la creación de la forma de la casa que las fuerzas físicas. Siendo para la época el primer estudio en su tipo, se reconoce a Amos Rapoport como el primero en estudiar el tema de la arquitectura vernácula desde el punto de vista del diseñado ambiental. Antes de este estudio el tema de edificios primitivos y vernáculos solo se había hecho a través de la clasificación, catalogación y descripción de los tipos de casas y sus rasgos distintivos; sin embargo, el autor intento obtener una comprensión de cómo aparece la forma.
En Vivienda y Cultura expone que la construcción vernácula ha sido desestimada, en comparación con el interés que disciplinas como arqueología ha tenido hacia los templos, palacios y tumbas, o incluso en la ciudad entera como expresión de una cultura y un modo de vida. “Expresa que la indiferencia hacia los edificios vernáculos, que forman el ambiente ha hecho que este no parezca importante; en consecuencia, ha sido desatendido físicamente y se estropea constantemente.” (Rapoport, 1972:12)

## La Tradición Folk
En Vivienda y Cultura diferencia entre los edificios que pertenecen a la gran tradición del diseño y a los de la tradición folk. Define a esta última como:
“(...) la traducción directa e inconsciente a formas físicas de una cultura, de sus necesidades y valores, así como de los deseos, sueños y pasiones de un pueblo. Es la pequeña biblia de ideas del mundo, el -ambiente ideal- de un pueblo expresado e edificios y asentamientos sin diseñadores, artistas o arquitectos con intereses ocultos. La tradición Folk está mucho más relacionada con la cultura de la mayoría y con la vida tal como se vive, que con la gran tradición del diseño, que representa la cultura de la elite. La tradición Folk, representa también la mayor parte del ambiente edificado.”
De este modo en la tradición folk, distingue dos tipos de edificios: primitivos y vernáculos. Estos últimos comprenden los vernáculos preindustriales y los vernáculos modernos. “La construcción primitiva se refiere a la producción por sociedades, definidas por los antropólogos como primitivas. Se refiere a ciertos niveles de desarrollo técnico y económico, pero también comprende aspectos de la organización social.”
En las sociedades primitivas todo el mundo es capaz de construir su propia vivienda; sin embargo, como afirma el autor, por motivos sociales y técnicos suele ser un grupo mayor, en cooperación, quien lo hace. De este modo Amos Rapoport expone que existen formas que se dan por sentadas y resisten fuertemente los cambios, porque las sociedades primitivas tienden a estar muy orientadas hacia las tradiciones. Lo cual explica la estrecha relación entre las formas y la cultura que están enclavadas y también el que algunas formas persistan durante largos periodos de tiempo. De este modo el modelo que ha permanecido, como parte de la tradición,  se ajusta a la mayor parte de exigencias culturales, físicas y de mantenimiento. Es así como todas las viviendas son básicamente iguales.
De esta forma para el autor una arquitectura vernácula tiene muchas limitaciones en la gama de expresiones posibles, sin embargo, puede encajar al mismo tiempo en muchas situaciones diferentes y crear un «lugar» para cada una de ellas.
Para Amos Rapoport, la definición Bosniana resume las características de la construcción vernácula: “ausencia de pretensiones teóricas o estéticas; trabajar con el lugar de emplazamiento y con el microclima; respeto hacia las demás personas y sus casas y en consecuencia, hacia el ambiente total, natural o fabricado por el hombre, y trabajo dentro de un idioma con variaciones dentro de un orden dado.”
De este modo expone que la arquitectura vernácula tiene distintas características, una de ellas es su capacidad de agregación, su naturaleza no especializada y abierta, tan diferente de la típica forma cerrada del diseño de estilo. Afirma que esta cualidad posibilita a los edificios vernáculos el aceptar cambios y aditamentos que destruirían visual y conceptualmente el diseño de estilo. Otras características hacen referencia al modelo de construcción que es resultado de la colaboración de muchas personas durante generaciones, así como la colaboración entre los que construyen y los que utilizan los edificios. La construcción es sencilla, clara, y fácil de entender y, como todo el mundo conoce las reglas se llama al artífice sólo porque sus conocimientos son más detallados. Es así como las cualidades estéticas no se crean especialmente para cada casa, son tradicionales y se transmiten de generación en generación.
Amos Rapoport afirma que se da un cambio doble en el modo en el que se produce la forma edificada:
1.-Primitiva: muy pocos tipos de edificación, un modelo con pocas variaciones individuales, construido por todos.
2.- Vernácula preindustrial: un número mayor de tipos de edificios, aunque limitado, más variaciones individuales, construido por profesionales.
3.- Moderna y de estilo: muchos tipos especializados, siendo cada edificio una creación original, diseñado y construido por equipos de especialistas.
Amos Rapoport enfatiza el valor de estudiar la claridad con que los edificios primitivos y preindustriales expresan las necesidades y deseos de las personas y las exigencias del milieu físico y cultural sin la interferencia de diseñadores afectados artísticamente, De este modo observa a los edificios como el resultado de la interacción de hombre y naturaleza. Entendiendo a cada uno de ellos de la siguiente forma:
Hombre: 
- su naturaleza, aspiraciones, organización social, visión del mundo, modo de vida, necesidades sociales y psicológicas, necesidades individuales y de grupo, recursos económicos, actitudes hacia la naturaleza, modas personalidad
-sus necesidades físicas por ejemplo, el programa «funcional»
- las técnicas disponibles
Naturaleza
-aspectos físico, tales como el clima, lugar, materiales, leyes estructurales, etc.
-visuales como el paisaje
De este modo Amos Rapoport concluye que los edificios de la tradición folk tienden a tener equilibrio con la naturaleza, en lugar de un intento de dominarla.
El paradigma fundamental en el que se basa el autor para estudiar las edificaciones de la tradición folk radica en aceptar que:
“(…)  hay una unión entre el comportamiento y la forma en dos sentidos: primero, en el sentido de que la comprensión de las pautas de conducta que comprenden los deseos, motivaciones y sentimientos, es esencial para entender la forma edificada, ya que esta es la encarnación física de estos patrones; y, segundo en el sentido en el que la forma, una vez construida, afecta el comportamiento y al modo de vida.”(Ibíd.:28)
De este modo, afirma que estudios anteriormente realizados, habían tenido dos tipos de fallos principales: en primer lugar, se habían inclinado a ser de una naturaleza determinista física. Segundo, las teorías han tendido hacia un intento excesivamente simplista de atribuir la forma a una sola causa. Así, no han conseguido expresar esa complejidad que solo se puede encontrar mediante la consideración de todas las variables posibles y sus efectos.

## El significado del entorno construido (1982)
Publicado por primera vez en 1982 con el título “The meaning of the built environment: a nonverbal communication approach”.  El significado del entorno construido es un estudio de los significados que tienen los edificios cotidianos para sus usuarios. Amos Rapoport utiliza ejemplos y viñetas, pertenecientes a distintas culturas y épocas históricas, así como también de la América contemporánea, esto con la intención de explicar cómo el entorno construido adquiere sentido, tanto para personas individuales como para sociedades enteras.
La publicación introduce la noción de significado ambiental con la premisa básica de que el medio ambiente tiene un significado como parte de un sistema cultural de símbolos, e influye en nuestras acciones y nuestras determinaciones de orden social.

## Libros
- Vivienda y Cultura (1972). La primera versión fue publicada en inglés en 1969 con el nombre House Form and Culture (1969)
- The Mutual interaction of people and their built environment (1976)
- Human Aspects of Urban Form (1977)
- The Meaning of the Built Environment (1982, edición revisada 1990) e
- History and Precedent in Environmental Design (1990) y
- Culture, Arquitectura y Diseño (2003).

Coeditor de:
- Ambiente y Cultura (1980)
- Human and Energy Factors in Urban Planning (1982)